# The Screaming Skull
The Screaming Skull је независни амерички црно-бели хорор филм из 1958. године, реализован у продукцији Џона Кнеубула и режији Алекса Никола, са Џоном Хадсоном, Пеги Вебер, Расом Конвејем, Тонијем Џонсоном и Никол у главним улогама. Филм је био Николов редитељски деби; одлучио је да се опроба у режији јер је осећао да не глуми улоге које је желео. Филм је дистрибуирао American International Pictures као дупли играни филм (два филма се приказују у биоскопу за редом за цену једног) на различитим тржиштима са било Земља против паука или Терор из 5000. године.
Прича филма тиче се скоро удате жене која верује да је прогања дух претходне супруге њеног новог мужа. Поједностављена музичка партитура се усредсређује на dies irae.

## Прича
Преко сцене отварања ковчега, наратор објашњава да је врхунац филма толико застрашујући да може да убије гледаоца, док уверава публику да ће, ако умре од страха, добити бесплатну услугу сахране. Унутар ковчега је картица на којој пише „Резервисано за вас“.
Младенци Џени и Ерик стижу у Ерикову раскошну сеоску кућу у Мерцедес-Бензу 300 SL. Наводи се да је Џени Ерикова друга жена; његова прва жена Мерион је умрла када се случајно оклизнула и ударила главом о ивицу украсног језера на имању, удавивши се у рибњаку. У кући упознају Ерикове пријатеље, велечасног Сноуа и његову супругу, као и Микија, баштована са менталним инвалидитетом. Ерик приватно помиње Сноу да је Џени једно време била у психијатријској болници након изненадне смрти оба њена родитеља, који су се такође удавили, а госпођа Сноу открива да је Џени веома богата.
Џени је узнемирена и Микијевим уверењем да Марионин дух лута имањем и узнемирава је Марионин аутопортрет у кући, за који Џени верује да ликом подсећа на њену мајку. Када почне да чује необјашњиве вриштање и види лобање по кући, почиње да верује да је Марион прогања. Иако Ерик сугерише Џени да Мики, који је био Марион пријатељ из детињства и стога не воли Џени, можда стоји иза дешавања, Џени је забринута да ће полудети. Ерик предлаже да уклоне Марионин аутопортрет из куће. Ерик и Џени износе слику напоље и спаљују је, касније откривају лобању у пепелу насталом од слике. Џени се успаничи када види лобању, али Ерик пориче да види лобању. Џени се онесвешћује, Ерик узима лобању и сакрива је, откривајући да ју је све време завлачио и намештао (геслајтинг).
Верујући да је коначно изгубила разум, Џени одлучује да оде у адекватну институцију, а Ерик каже да је договорио да оду те ноћи. Велечасни Сноу долази у посету и Ерик му говори да се Џени враћа у болницу. Касније, Џени каже Ерику да је велечасни Сноу, када се опраштао, обећао да ће довести људе следећег дана како би се читаво имање помно претражило у потрази за лобањом. Мики тајно краде лобању и доноси је Сноу пре него што Ерик успе да је преузме. Те ноћи, Ерик се спрема да убије Џени и исценира самоубиство. Џени види Мариониног духа у Микијевом стакленику и бежи назад у кућу, где Ерик почиње да је гуши. Појављује се дух и јури Ерика напољу, из заседе га напада и дави у украсном језерцу.
Након што је Џени дошла свести, господин и госпођа Сноу долазе. Госпођа Сноу теши хистеричну Џени, а велечасни открива Ериково тело у језеру. Необјашњено време касније, Џени и Сноу одлазе из куће. Велечасни Сноу говори о питању да ли је Марионина смрт била несрећан случај или не, што ће по њему остати мистерија.
Филм се завршава тако што Мики узима мало воде из језерца у руку и ставља је на лице пре него што каже „Отишли су. Одмори се“. Визија онога што би могло бити женско лице почиње да се појављује у рибњаку док мехурићи дима прекривају водену површину.

## Глумачка подела
Није постојао ниједан редитељ којег сам покушао да опонашам на филму; Нисам био довољно паметан да то урадим. Само сам радио на сценарију, успут га мизансценски разрађујући, покушавајући да филм буде снимљен на време.

Никол о процесу рада на филму.
- Џон Хадсон - Ерик Витлок
- Пеги Вебер - Џени Витлок
- Рас Конвеј - велечасни Едвард Сноу
- Тони Џонсон - госпођа Сноу
- Алекс Никол - Мики

## Продукција
The Screaming Skull режирао је Алекс Никол, глумац који је имао улоге у бродвејским продукцијама и често је играо споредне ликове. Одлучио је да покуша да режира филм, јер је осећао да није играо улоге које је желео. Никол је приметио да сте „као глумац у савршеној позицији, ако то одлучите, да гледате како режисери са којима радите постављају кадрове, доносе одлуке о томе где да поставите камеру, и тако сам много успут научио током година."
Филм је грубо заснован на хорор причи коју је написао Френсис Мерион Крофорд, која је и сама црпила инспирацију из „фолклора који окружује такозвану вриштећу лобању која је била изложена у Бетискомб Менору у Дорсету у Енглеској“. Каже се да је лобања припадала црном робу коме није дозвољено да буде сахрањен у свом завичају након смрти, а „било је чудних појава и необјашњивих врисака који су долазили из дрвене кутије у којој је лобања држана“.
Џон Хадсон глуми Ерика, Џениног новог мужа. Џени игра Пеги Вебер. Како би заинтересовала Вебера да глуми у филму, Никол јој је рекao да планира да уради римејк филма Ребека Алфреда Хичкока и донеo je копију сценарија у њену кућу.  Остали чланови глумачке екипе су Рус Конвеј као велечасни Сноу и Тони Џонсон као Сноуова жена. Никол такође глуми Микија, баштована.
Директор фотографије био је Флојд Кросби, који је претходно освојио Оскара за свој рад на Табу. Џон Кнеубул написао је сценарио за филм; такође је продуцирао филм заједно са извршним продуцентом Т. Франком Вудсом и придруженим продуцентом Џоном Кутсом. Музику је компоновао Ернест Голд, а монтирала је Бети Џејн Лејн.
Филм је сниман у периоду од шест недеља на имању Хантингтон Хартфорд, са малим буџетом. Филмска екипа није била бројна, а према Веберу, глумци су за улоге били плаћени око 1.000 долара. Током продукције, Никол је обећао глумцима део крајње зараде филма, али због проблема са дистрибутером филма, то се никада није догодило. Током снимања, Вебер је открила да је трудна, па је неколико сцена морало бити наново написано, укључујући и сцену у којој је требало да падне низ степениште.
Одрицање од одговорности на почетку филма, у којем се наводи да ће бити обезбеђена бесплатна сахрана сваком ко умре од страха док је гледао филм, инспирисано је триком који је користио Вилијам Касл у свом филму Macabre (1958), у којем је он понудио сваком гледаоцу који је купио карту животно осигурање, за случај да умре гледајући филм. За разлику од Касла, Никол није контактирао осигуравајуће куће.

## Пријем и наслеђе
The Screaming Skull је објављен августа 1958. Никада није регистрован и заштићен у канцеларији за ауторска права, упркос присуству обавештења о ауторским правима на екрану које припада Madera Productions. Као резултат тога, видео компаније су многа издања DVD-а у јавном домену, као што су Alpha Video, Echo Bridge Home Entertainment, и Mill Creek Entertainment.
Ерик Харпер је у објави за интернет портал који објављује филмске критике, DVD Verdict, приметио да је филм „сумњиве вредности“. Сматрао је да филм није „вредан времена за гледање“. Леонард Малтин је филму дао једну и по звездицу, назвавши га „суморним“, али је веровао да је постао „разумно језив при крају, са обртом који је заправо изненађење“. Аутори Фил Харди и Том Милн су о филму написали: „Никол, глумац који овде режира по први пут, пушта радњу да се одвија сувише млохаво, распршујући осећај ћудљиве напетости коју је показао у свом непретенциозно одличном ратном филму, Three Came Back."
Историчар филма Стивен Х. Шојер оценио је филм са једном и по звездицом, написавши: „Жена је терорисана необјашњивим догађајима. Или је то необјашњиво? Обоје описују филм.” VideoHound's Golden Movie Retriever Џима Кредока такође је дао филму једну и по звездицу, а TV Guide две.
Ни самој Вебер се филм није допао, наводећи да је није импресионирао и да је хтела да поврати након што га је погледала. Међутим, Никол је заузео позитивнији став, рекавши: „Свидео ми се. Има неколико лепих снимака долијем, добру атмосферу. Тако да сам био задовољан тиме. Била је то лепа промена у односу на филмове које сам радио.“
The Screaming Skull је представљен у епизоди девете сезоне Mystery Science Theater 3000, хумористичне телевизијске серије која приказује човека и његовог робота који гледају лоше филмове, док дају коментаре који исмевају филм који се приказује. Приказан је уз епизоду серије The Gumby Show под називом „Робот Румпус“. Сценариста Бил Корбет није волео филм, рекавши да је „женевском конвенцијом изричито забрањено натерати некога да погледа ово макар једном“.